# José Vargas (basquetebolista)
José Vargas (La Romana, 23 de junho de 1963) é um ex-basquetebolista profissional dominicano que teve passagens marcantes pelo Franca e pelo Vasco da Gama.

## Trajetória desportiva

### Universidade
Vargas jogou quatro temporadas de basquete universitário na Universidade do Estado da Louisiana, onde disputou um total de 130 partidas, com média de 7,2 pontos e 4.4 rebotes por jogo, com uma precisão de 50,4% de eficácia nos arremessos. Vargas melhorou as estatísticas pessoais, de 3,2 pontos e 2,0 rebotes por jogo na sua primeira temporada, para 14,5 pontos e 8,2 rebotes por jogo em sua quarta e última temporada.

### Profissional
Em 28 de junho de 1988, Vargas foi selecionado na 49ª posição do Draft de 1988 pelo Dallas Mavericks, no entanto, não chegou a jogar uma partida sequer na NBA, pois optou por jogar no Virtus Roma da Liga Italiana de Basquetebol.

## Ligações externos
- «Estatísticas de Jose Vargas na BSN». www.bsnpr.com